# Agrotis crinigera
Agrotis crinigera is een vlinder uit de familie van de uilen (Noctuidae). De wetenschappelijke naam van de soort is voor het eerst geldig gepubliceerd in 1881 door Arthur Gardiner Butler.
De soort was endemisch op de Hawaïaanse eilanden Maui, Hawaiʻi en Oʻahu. Er werd gezegd dat hij in de 19e eeuw soms zeer talrijk was, met duizenden tegelijk en meestal dicht bij de zeespiegel.
De laatste levende vlinders werden in 1926 gezien. Vijf exemplaren zijn bewaard gebleven in de collectie van het British Museum.
De larven zijn aangetroffen op verschillende tuinplanten (vooral peulvruchten), bonen, maïs, kousenband, nachtschade-achtigen, grassen, erwten, postelein, sida en suikerriet.
De soort staat op de Rode Lijst van de IUCN als uitgestorven.